# Glypta albanica
Glypta albanica là một loài tò vò trong họ Ichneumonidae.